# Праймаріз Демократичної партії США 2024
Президентські праймаріз і кокуси організовуються Демократичною партією США, щоб обрати виборщиків на Національний з’їзд Демократичної партії 2024 року, щоб визначити кандидата партії в президенти на виборах президента США 2024 року. Вибори відбудуться в усіх 50 штатах США, окрузі Колумбія, п'яти територіях США та серед закордонних Демократів США і відбудуться з лютого по червень цього року. Чинний президент Джо Байден балотується на переобрання з віце-президентом Камалою Гарріс як його напарницею.  Адвокат Роберт Ф. Кеннеді-молодший і письменниця Маріанна Вільямсон також розпочали свої передвиборчі кампанії, але Байден зберігає значне лідерство в опитуваннях.
Хоча Байден неодноразово висловлював свій намір балотуватися на переобрання з 2021 року, у перші два роки його президентства висловлювалися припущення, що він не прагнутиме переобрання через свій вік і низький рейтинг схвалення. Деякі відомі демократи публічно закликали Байдена не балотуватися. Були також припущення, що Байден може зіткнутися з основним викликом з боку члена прогресивної фракції Демократичної партії і такі припущення підтвердилися, коли Маріанна Вільямсон, що вже брала участь у попередніх аналогічних праймаріз 2020, оголосила у березні 2023 року, що братиме участь у праймаріз Крім того, після того, як демократи перевершили очікування на проміжних виборах 2022 року багато хто вважав, що шанси на те, що Байден балотуватиметься та виграє праймаріз своєї партії, зросли. 25 квітня 2023 року Байден оголосив через відео на YouTube, що балотуватиметься на переобрання.

## Кандидати

### Заявлені основні кандидати
Нижчеперелічені кандидати висунули свої кандидатури та відповідають одному або декільком із наведених нижче критеріїв: їхня передвиборча кампанія отримала значне висвітлення у ЗМІ; вони зараз або раніше обіймали значущу виборну посаду; були включені щонайменше в п’ять національних опитувань.
| Ім'я                  | Ім'я | Дата народження                                        | Політичний досвід                                                                                                 | Домашній штат | Кампанія Дата оголошення            | посилання |
| --------------------- | ---- | ------------------------------------------------------ | --- | ------------- | ----------------------------------- | --------- |
| Джо Байден            |      | 20 листопада 1942 (82 рік) Скрентон, штат Пенсільванія | Президент Сполучених Штатів (2021–тепер) віце-президент США (2009–2017) Сенатор США від штату Делавер (1973–2009) | Делавер       | Кампанія 25 квітня 2023 Подання FEC | [ 2 ]     |
| Роберт Ф. Кеннеді мл. |      | 17 січня 1954 (71 років) Вашингтон, округ Колумбія     | Юрист-еколог Засновник організації захисту здоров'я дітей Засновник Waterkeeper Alliance                          | Каліфорнія    | Кампанія 19 квітня 2023 Подання FEC | [ 17 ]    |
| Маріанна Вільямсон    |      | 8 липня 1952 (72 роки) Х'юстон, Техас                  | Автор Засновник Project Angel Food Кандидат у президенти 2020 року                                                | Каліфорнія    | Кампанія 4 березня 2023 Подання FEC | [ 11 ]    |

### Інші заявлені кандидати
Нижчеперелічені кандидати в є значущими, але не відповідають критеріям, викладеним вище.
- Джо Екзотик, раніше був засуджений як злочинець, бізнесмен і медійна особа ; незалежний кандидат у президенти 2016[19]

### Сукупні результати опитувань
| Джерело сукупних результатів | Дати публікації     | Дати опитування  | Джо Байден | Роберт Ф. Кеннеді мол. | Маріанна Вільямсон | Інше/не визначився | Відрив лідера |
| ---------------------------- | ------------------- | ---------------- | ---------- | ---------------------- | ------------------ | ------------------ | ------------- |
| 270 to Win                   | 12–28 червня 2023 р | 29 червня 2023 р | 66,7%      | 14,0%                  | 5,8%               | 13,5%              | 52,7%         |
| Real Clear Politics          | 5–26 червня 2023 р  | 29 червня 2023 р | 64,0%      | 14,4%                  | 5,7%               | 15,9%              | 49,6%         |
| Усереднено                   | Усереднено          | Усереднено       | 65,4%      | 14,2%                  | 5,8%               | 14,6%              | 51,2%         |

### Опитування з кандидатами, що оголосили, що балотуватимуться
| Fox News                | 23–26 червня 2023 року         | 391                                     | 64%                                     | 17%                                     | 10%                                     | 4%                                      | 6%                                      | 47%                                     |                                         |                                         |
| Emerson College         | 19–20 червня 2023 року         | 441 (RV)                                | 72.5%                                   | 14.6%                                   | 2.5%                                    | 10.4%                                   | –                                       | 57.9%                                   |                                         |                                         |
| YouGov                  | 16–20 червня 2023 року         | –                                       | 70%                                     | 7%                                      | 3%                                      | 2%                                      | 18%                                     | 63%                                     |                                         |                                         |
| Harvard-Harris          | 14–15 червня 2023 року         | 2,090 (RV)                              | 62%                                     | 15%                                     | 4%                                      | 8%                                      | 12%                                     | 47%                                     |                                         |                                         |
| The Messenger/HarrisX   | 14–15 червня 2023 року         | 381 (RV)                                | 54%                                     | 14%                                     | 5%                                      | 10%                                     | 17%                                     | 40%                                     |                                         |                                         |
| Big Village             | 9–14 червня 2023 року          | 916 (RV)                                | 60.0%                                   | 18.3%                                   | 11.2%                                   | 10.5%                                   | –                                       | 41.7%                                   |                                         |                                         |
| Quinnipiac University   | 8–12 червня 2023 року          | 722 (RV)                                | 70%                                     | 17%                                     | 8%                                      | –                                       | –                                       | 53%                                     |                                         |                                         |
| USA Today/Suffolk       | 5–9 червня 2023 року           | 293 (RV)                                | 58%                                     | 15%                                     | 6%                                      | –                                       | 21%                                     | 43%                                     |                                         |                                         |
| I&I/TIPP                | 31 травня – 2 червня 2023 року | 638 (RV)                                | 68%                                     | 12%                                     | 4%                                      | 4%                                      | 12%                                     | 56%                                     |                                         |                                         |
| YouGov                  | 25–30 травня 2023 року         | 467 (RV)                                | 62%                                     | 12%                                     | 5%                                      | –                                       | 19%                                     | 50%                                     |                                         |                                         |
| Big Village             | 26–28 травня 2023 року         | 425 (LV)                                | 58.8%                                   | 19.0%                                   | 10.6%                                   | 11.6%                                   | –                                       | 39.8%                                   |                                         |                                         |
| Echelon Insights        | 22–25 травня 2023 року         | 538 (LV)                                | 60%                                     | 14%                                     | 5%                                      | 2%                                      | 19%                                     | 46%                                     |                                         |                                         |
| Fox News                | 19–22 травня 2023 року         | 1001 (RV)                               | 62%                                     | 16%                                     | 8%                                      | 6%                                      | 8%                                      | 46%                                     |                                         |                                         |
| CNN                     | 17–20 травня 2023 року         | 432 (RV)                                | 60%                                     | 20%                                     | 8%                                      | 13%                                     | –                                       | 40%                                     |                                         |                                         |
| Marquette Law School    | 8–18 травня 2023 року          | 312 (RV)                                | 53%                                     | 12%                                     | 7%                                      | –                                       | 28%                                     | 41%                                     |                                         |                                         |
| YouGov                  | 5–8 травня 2023 року           | 480 (RV)                                | 67%                                     | 10%                                     | 6%                                      | –                                       | 17%                                     | 57%                                     |                                         |                                         |
| Rasmussen Reports       | 3–7 травня 2023 року           | 910 (LV)                                | 62%                                     | 19%                                     | 4%                                      | 15%                                     | –                                       | 43%                                     |                                         |                                         |
| Change Research         | 28 квітня – 2 травня 2023 року | 1,208 (LV)                              | 65%                                     | 11%                                     | 11%                                     | 11%                                     | 2%                                      | 55%                                     |                                         |                                         |
| Echelon Insights        | 25–27 квітня 2023 року         | 513 (LV)                                | 66%                                     | 10%                                     | 2%                                      | 5%                                      | 17%                                     | 56%                                     |                                         |                                         |
| Emerson College Polling | 24–25 квітня 2023 року         | 1,100 (RV)                              | 70%                                     | 21%                                     | 8%                                      | –                                       | –                                       | 49%                                     |                                         |                                         |
|                         | 25 квітня 2023 року            | Байден оголошує про свою кандидатуру    | Байден оголошує про свою кандидатуру    | Байден оголошує про свою кандидатуру    | Байден оголошує про свою кандидатуру    | Байден оголошує про свою кандидатуру    | Байден оголошує про свою кандидатуру    | Байден оголошує про свою кандидатуру    | Байден оголошує про свою кандидатуру    | Байден оголошує про свою кандидатуру    |
| Fox News                | 21–24 квітня 2023 року         | 1,004 (RV)                              | 62%                                     | 19%                                     | 9%                                      | –                                       | 10%                                     | 43%                                     |                                         |                                         |
| Suffolk University      | 19 квітня 2023                 | 600 (LV)                                | 67%                                     | 14%                                     | 5%                                      | –                                       | 13%                                     | 53%                                     |                                         |                                         |
| Morning Consult         | 7–9 квітня 2023 року           | 827 (LV)                                | 70%                                     | 10%                                     | 4%                                      | 8%                                      | 8%                                      | 60%                                     |                                         |                                         |
|                         | 5 квітня 2023 року             | Кеннеді оголошує про свою кандидатуру   | Кеннеді оголошує про свою кандидатуру   | Кеннеді оголошує про свою кандидатуру   | Кеннеді оголошує про свою кандидатуру   | Кеннеді оголошує про свою кандидатуру   | Кеннеді оголошує про свою кандидатуру   | Кеннеді оголошує про свою кандидатуру   | Кеннеді оголошує про свою кандидатуру   | Кеннеді оголошує про свою кандидатуру   |
| Echelon Insights        | 27–29 березня 2023 року        | 370 (LV)                                | 73%                                     | –                                       | 10%                                     | 17%                                     | –                                       | 63%                                     |                                         |                                         |
| Morning Consult         | 3–5 березня 2023 року          | 826 (LV)                                | 77%                                     | –                                       | 4%                                      | 9%                                      | 10%                                     | 73%                                     |                                         |                                         |
|                         | 4 березня 2023 року            | Вільямсон оголошує про свою кандидатуру | Вільямсон оголошує про свою кандидатуру | Вільямсон оголошує про свою кандидатуру | Вільямсон оголошує про свою кандидатуру | Вільямсон оголошує про свою кандидатуру | Вільямсон оголошує про свою кандидатуру | Вільямсон оголошує про свою кандидатуру | Вільямсон оголошує про свою кандидатуру | Вільямсон оголошує про свою кандидатуру |

## Фінансування кампанії
Нижче наведено огляд коштів, використаних кампанією кожного з кандидатів, згідно з повідомленням Федеральної виборчої комісії (FEC). Зібрана сума включає індивідуальні внески, позики від кандидата та перекази від інших кампаній інших кандидатів. Індивідуальні внески деталізуються (каталогізуються) FEC, якщо загальна вартість внесків фізичних осіб перевищує 200 доларів США. Останній стовпець «Готівка в касі» (COH) показує залишок готівки, який кожна кампанія мала для майбутніх витрат станом на 31 березня 2023 року.
| Кандидат  | Всього зібрано                                 | Індивідуальні внески                           | Індивідуальні внески                           | Індивідуальні внески                           | борг                                           | Витрачено                                      | COH                                            |
| Кандидат  | Всього зібрано                                 | Всього                                         | Некатегоризовано                               | Pct                                            | борг                                           | Витрачено                                      | COH                                            |
| --------- | ---------------------------------------------- | ---------------------------------------------- | ---------------------------------------------- | ---------------------------------------------- | ---------------------------------------------- | ---------------------------------------------- | ---------------------------------------------- |
| Байден    | 360 доларів США                                | $0                                             | $0                                             | 0%                                             | $0                                             | $423 441                                       | 1 364 417 доларів США                          |
| Кеннеді   | не є кандидатом станом на 31 березня 2023 року | не є кандидатом станом на 31 березня 2023 року | не є кандидатом станом на 31 березня 2023 року | не є кандидатом станом на 31 березня 2023 року | не є кандидатом станом на 31 березня 2023 року | не є кандидатом станом на 31 березня 2023 року | не є кандидатом станом на 31 березня 2023 року |
| Вільямсон | $772 892                                       | 664 679 доларів США                            | 309 430 доларів США                            | 46,6%                                          | 106 000 доларів США                            | $532 744                                       | 240 148 доларів США                            |